# Fopp
Fopp è il secondo EP della band alternative rock/grunge americana dei Soundgarden, pubblicato il giorno 1º agosto 1988 dalla Sub Pop. Fopp fu successivamente unito al primo EP della band, Screaming Life (1987), e ripubblicato col titolo di Screaming Life/Fopp nel 1990.

## Registrazione
L'EP è stato registrato nel 1988 al Moore Theatre di Seattle, Washington dal produttore Steve Fisk, utilizzando la Dogfish Mobile Recording Unit.

## Musica
L'EP contiene una canzone inedita dei Soundgarden (Kingdom of Come), due cover (Fopp e Swallow My Pride) e un remix del brano Fopp.

## Tracce
1. Fopp – 3:37 (Billy Beck, Leroy Bonner, Marshall Jones, Ralph Middlebrooks, Mervin Pierce, Clarence Satchell, James Williams)
2. Fopp (Fucked Up Heavy Dub Mix) – 6:25 (Beck, Bonner, Jones, Middlebrooks, Pierce, Satchell, Williams)
3. Kingdom of Come – 2:35 (Cornell)
4. Swallow My Pride – 4:00 (Mark Arm, Steve Turner)

## Formazione
- Matt Cameron – batteria
- Chris Cornell – voce
- Kim Thayil – chitarra
- Hiro Yamamoto – basso